# Pseudonym
Pseudonym je krycí jméno nebo umělecká značka, pod kterou autor publikuje své dílo nebo pod kterým člověk z jiného důvodu vystupuje v rámci komunikace s ostatními lidmi.
Bez souhlasu autora není možné totožnost autora prozradit. Právo na pseudonym je jedno ze základních osobních práv – autor má právo rozhodnout, zda a jakým způsobem má být jeho autorství při zveřejnění uvedeno.
Ten, kdo prozradí pravé jméno autora, dopouští se porušení § 7 autorského zákona.

## Jiná označení
Alternativní synonymum je slovo alias nebo vulgo (ve smyslu: jinak zvaný). Obě slova je možno použit i v případě přezdívky. V angličtině se používá alias a akronym aka (též a.k.a., ze slov also known as – též známý jako), který se někdy (chybně) promítne i do české mluvy.
V prostředí internetu se jako pseudonym používají názvy jako: user name, login name, nickname (nebo jen nick), screen name, na diskuzích jsou časté označení id (či ID) a handle, které se vyskytuje i na sociálních sítích (např. Instagram, Twitter); existuje ještě označení avatar, které ale častěji představuje ikonu nebo malý obrázek uživatelovy přítomnosti na internetu.

## Pseudonymita
Označení pseudonymita (tvořená obdobně jako anonym-anonymita) označuje stupeň krytí identity lidí prostřednictvím pseudonymu. Vyskytuje se často v prostředí skupin bojujících za ochranu soukromí (na internetu, i obecně), v komunitě anonymních měn, apod.

### Přezdívka
V oblasti informačních technologií může alias (podle kontextu) též znamenat:
- (obecně) alternativní pojmenování určitého objektu, například za účelem zkrácení jeho původního jména pro pohodlnější práci s ním,
- symbolický odkaz u souboru delšího jména,
- např. v SQL alternativní označení (nejčastěji) sloupce nebo tabulky pomocí klíčového slova AS,
- v některých skriptovacích jazycích funkce jiného jména, provádějící stejnou činnost (viz např. jejich seznam pro jazyk PHP na ),
- v některých hypertextových nápovědách to, co na wikipedii funguje jako přesměrovávací stránka (tedy heslo vytvořené pouze z toho důvodu, aby usměrnila uživatele),
- hovorové označení pro aliasing.[zdroj?]